# Rancho Colorado, Jalisco
Rancho Colorado är en ort i Mexiko.   Den ligger i kommunen Huejuquilla el Alto och delstaten Jalisco, i den centrala delen av landet, 600 km nordväst om huvudstaden Mexico City. Rancho Colorado ligger 1 846 meter över havet och antalet invånare är 103.
Terrängen runt Rancho Colorado är kuperad norrut, men söderut är den platt. Runt Rancho Colorado är det glesbefolkat, med 14 invånare per kvadratkilometer. Närmaste större samhälle är Huejuquilla, 4,8 km söder om Rancho Colorado. I omgivningarna runt Rancho Colorado växer huvudsakligen savannskog.